# Újdombrád
Újdombrád là một thị trấn thuộc hạt Szabolcs-Szatmár-Bereg, Hungary. Thị trấn này có diện tích 10,78 km², dân số năm 2010 là 683 người, mật độ 63 người/km².